# دميتري فيبير
دميتري فيبير (بالروسية: Вебер, Дмитрий Витальевич)‏ (10 فبراير 1999 بروستوف-نا-دونو في روسيا - ) هو لاعب كرة قدم روسي في مركز الوسط. لعب مع نادي روستوف أون دون ونادي روستوف.

## وصلات خارجية
- دميتري فيبير على موقع Soccerway.com (الإنجليزية)
- دميتري فيبير على موقع عالم كرة القدم.نت (الإنجليزية)
- دميتري فيبير على موقع AS.com (الإسبانية)